# Винтершпельт
Винтершпельт (нем. Winterspelt) — коммуна в Германии, в земле Рейнланд-Пфальц.
Входит в состав района Айфель-Битбург-Прюм. Подчиняется управлению Прюм. Население составляет 812 человек (на 31 декабря 2010 года). Занимает площадь 25,60 км².
Город подразделяется на 11 городских районов.

## История
Винтерспельт был главным городом Прюмского Солтыса, в который, помимо самого Винтерспельта, входили Эйгельшайд, Эльхерат, Хеммерес, Айхерн и Вальмерат.
После того, как на Венском конгрессе (1815 г.) регион был передан Прусскому королевству, общины Винтерспельт и Урб были переданы мэрии Винтершайда, община Хекхаленфельд — мэрии Лейденборна.
1 января 1971 года две ранее независимые общины Хекхаленфельд (население 77 человек) и Урб (население 80 человек) были объединены в Винтерспельт.